# Коммуникативный подход в преподавании иностранных языков
Коммуникативный подход в обучении иностранным языкам (англ. communicative language teaching) — один из методов изучения иностранных языков.

## Цель коммуникативного подхода в обучении
Главной целью обучения является формирование коммуникативной компетенции обучающихся. Значение этого термина будет более ясным и понятным в сравнении с концептом грамматической компетенции. Грамматическая компетенция — это умение грамотно строить словосочетания и предложения, правильно использовать и согласовывать времена, это знание частей речи и знание того, как устроены предложения разного типа. Грамматическая компетенция, как правило, является центром внимания многих учебных пособий, в которых приводятся определённые грамматические правила и упражнения на отработку и закрепление этих правил. Бесспорно, грамматическая компетенция является важным, но далеко не единственным аспектом в обучении языку. Употребление (usage) является куда более важным и сложным аспектом, на котором сосредотачивается коммуникативный подход. Человек, полностью освоивший все грамматические правила, умеющий грамотно строить предложения, может обнаружить трудности в реальном общении на иностранном языке, в настоящей коммуникации. То есть человек будет испытывать недостаток коммуникативной компетенции. Следует учитывать, что коммуникативная методика подготовки учащихся уже используется для подготовки к тестированию в форматах
международных британских экзаменов по английскому языку.

## Коммуникативная компетенция
Коммуникативная компетенция может включать в себя следующие аспекты:
- знание употребления, то есть, как, кем и когда язык используется для различных целей и функций,
- знание того, как меняется язык в зависимости от той или иной коммуникативной ситуации и самих участников этой ситуации (например, знание отличий формальной речи от неформальной, устной от письменной).
- умение создавать, читать и понимать тексты различного типа и характера (например, рассказы, интервью, диалоги, доклады).
- умение поддерживать разговор даже при ограниченной лексической и грамматической базе.

## Как происходит обучение иностранному языку?
Одно из главных отличий метода — использование индукции, а не дедукции. То есть, отпадает необходимость в чтении лекций и формулировании правил учителем: они сами постигаются учеником даже без их вербального формулирования. Ранее обучение иностранным языкам в основном было направлено на развитие грамматической компетенции. Считалось, что грамматические упражнения, не учитывающие контекст, помогают выработать привычку правильного использования языка. Посредством заучивания диалогов и фраз наизусть, исправления ошибок в устной или письменной форме, постоянного контроля со стороны учителя в старых методиках безуспешно пытались избежать неправильной речи.
Однако коммуникативный подход, прежде всего, фокусируется не на правильности языковых структур (хотя этот аспект также остаётся важным), а на других параметрах:
- взаимодействии участников в процессе общения, то есть, осознании возможных вариантов развития диалогов,
- уяснении и достижении общей коммуникативной цели,
- попытках объяснить и выразить вещи различными способами, то есть, развитие навыка перефразирования,
- расширении компетенции одного участника коммуникации за счёт общения с другими участниками.

## Роль учителя в обучении
Учитель при использовании коммуникативного подхода не читает лекций и не формулирует правил с использованием грамматических терминов, а, как правило, выступает в качестве:
- помощника,
- друга,
- советчика.

Основное внимание уделяется групповому обучению. Задача учителя и учеников — научиться работать сообща, отойти от индивидуализированного обучения. Ученик учится слушать своих товарищей, вести беседы и дискуссии в группе, работать над проектами вместе с другими участниками группы. Ученик больше ориентируется на своих товарищей по группе, чем на своего учителя как на модель. Эффективным методом также является вовлечение студента в профессиональную языковую среду одновременно с учёбой в коммуникативной языковой группе.

## Упражнения и задания
Упражнения и задания, которые используются в обучении иностранным языкам по коммуникативной методике.
- проекты,
- коммуникативные игры,
- коммуникативные упражнения,
- театрализации,
- дискуссии.